# Czapelki (powiat wąbrzeski)
Czapelki – kolonia w Polsce położona w województwie kujawsko-pomorskim, w powiecie wąbrzeskim, w gminie Płużnica. Kolonia należy do sołectwa Czaple.
W latach 1975–1998 miejscowość administracyjnie należała do województwa toruńskiego.